# 곽장
곽장(郭長, ? ~ ?)은 전한 말기의 제후이다.

## 행적
양삭 3년(기원전 22년), 아버지 곽상의 뒤를 이어 성안후(成安侯)에 봉해졌다.
시호를 시(𨜐)라 하였고, 작위는 아들 곽맹이 이었다.

## 출전
- 반고, 《한서》 권17 경무소선원성공신표

| 선대 아버지 성안각후 곽상 | 전한의 성안후 기원전 22년 ~ ? | 후대 아들 성안희후 곽맹 |